# Lanarvily
Lanarvily is een gemeente in het Franse departement Finistère, in de regio Bretagne. De plaats maakt deel uit van het arrondissement Brest. Lanarvily telde op 1 januari 2022 406 inwoners.

## Geografie
De oppervlakte van Lanarvily bedroeg op 1 januari 2022 5,92 vierkante kilometer; de bevolkingsdichtheid was toen 68,6 inwoners per km².

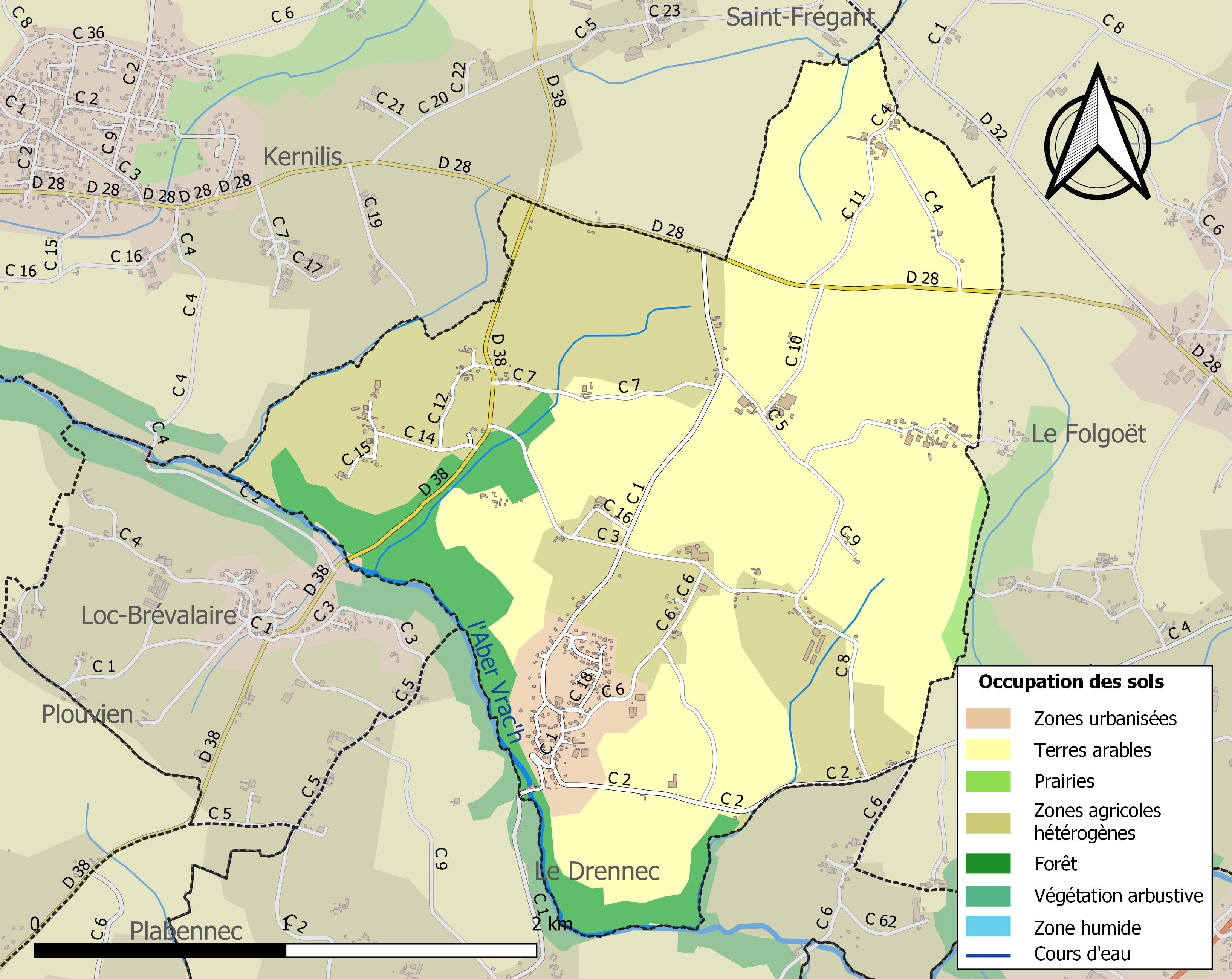
Kaart van de gemeente met belangrijkste infrastructuur, bodemgebruik en omliggende gemeenten

## Demografie
Onderstaande figuur toont het verloop van het inwonertal (bron: INSEE-tellingen).